# Thierberg (Scheinfeld)
Thierberg (fränkisch: Däbärch) ist ein Gemeindeteil der Stadt Scheinfeld im Landkreis Neustadt an der Aisch-Bad Windsheim (Mittelfranken, Bayern). Die Gemarkung Thierberg hat eine Fläche von 2,152 km². Sie ist in 192 Flurstücke aufgeteilt, die eine durchschnittliche Fläche von 11206,49 m² haben.

## Geografische Lage
Das Dorf liegt auf einer Anhöhe des Steigerwaldes. Die Staatsstraße 2259 führt nach Lachheim (2,6 km östlich) bzw. zur Staatsstraße 2261 (0,8 km nordwestlich). Die Kreisstraße NEA 30 führt nach Ruthmannsweiler (2,9 km südlich).

## Geschichte
Der Ort wurde im Urbar der Burggrafschaft Nürnberg von 1362 als „Tierberg“ erstmals erwähnt. Er bestand damals aus fünfzehneinhalb Lehen. Das Bestimmungswort des Ortsnamens ‚tier‘ bezeichnete ursprünglich Reh- oder Damwild.
Im Jahre 1806 kam Thierberg zum Königreich Bayern. Im Rahmen des Gemeindeedikts (frühes 19. Jahrhundert) wurde der Steuerdistrikt Thierberg gebildet. Zu diesem gehörten Birkach und Frankfurt. Wenig später entstand die Ruralgemeinde Thierberg. mit den Orten Fischhaus, Klosterdorf und Schwarzenberg. Sie war in Verwaltung und Gerichtsbarkeit dem Herrschaftsgericht Schwarzenberg zugeordnet und in der Finanzverwaltung dem zunächst dem Rentamt Scheinfeld, nach dessen Auflösung im Jahr 1818 dem Rentamt Iphofen. Vor 1837 entstand die Ruralgemeinde Schwarzenberg mit Fischhaus und Klosterdorf (links), während Lerchenhöchstadt eingemeindet wurde. 1852 kam Thierberg an das Landgericht Scheinfeld. Für die Verwaltung war ab 1862 das Bezirksamt Scheinfeld zuständig (1939 in Landkreis Scheinfeld umbenannt) und für die Finanzverwaltung ab 1879 das Rentamt Markt Bibart  (1919–1929: Finanzamt Markt Bibart, von 1929 bis 1972: Finanzamt Neustadt an der Aisch, seit 1972: Finanzamt Uffenheim). Die Gerichtsbarkeit blieb bis 1879 beim Landgericht Scheinfeld, von 1880 bis 1973 war das Amtsgericht Scheinfeld zuständig, seitdem ist es das Amtsgericht Neustadt an der Aisch. Vor 1877 wurde Klosterdorf nach Scheinfeld und Lerchenhöchstadt nach Obersteinbach umgemeindet. 1964 hatte die Gemeinde eine Gebietsfläche von 2,131 km². Am 1. Januar 1972 wurde Thierberg im Zuge der Gebietsreform in Bayern nach Scheinfeld eingemeindet.

### Baudenkmäler
In Thierberg gibt es vier Baudenkmäler:
- Zwei Bildstöcke
- Brunnen
- Haus Nr. 32: Wohnstallhaus

### Einwohnerentwicklung
Gemeinde Thierberg
| Jahr      | 1818  | 1840   | 1852   | 1855   | 1861   | 1867   | 1871   | 1875   | 1880   | 1885   | 1890   | 1895   | 1900   | 1905   | 1910   | 1919   | 1925   | 1933   | 1939   | 1946   | 1950   | 1952   | 1961   | 1970   |
| Einwohner | 335   | 273    | 318    | 301    | 332    | 311    | 161    | 181    | 182    | 188    | 169    | 163    | 145    | 156    | 155    | 159    | 145    | 142    | 136    | 191    | 182    | 166    | 152    | 147    |
| Häuser    | 75    | 45     |        |        |        |        | 34     |        |        | 31     | 32     |        | 32     |        |        |        | 29     |        |        |        | 29     |        | 29     |        |
| Quelle    | [ 8 ] | [ 17 ] | [ 18 ] | [ 18 ] | [ 19 ] | [ 20 ] | [ 11 ] | [ 21 ] | [ 22 ] | [ 23 ] | [ 24 ] | [ 18 ] | [ 25 ] | [ 18 ] | [ 26 ] | [ 18 ] | [ 27 ] | [ 18 ] | [ 18 ] | [ 18 ] | [ 28 ] | [ 18 ] | [ 12 ] | [ 29 ] |

Ort Thierberg
| Jahr      | 001818 | 001840 | 001861 | 001871 | 001885 | 001900 | 001925 | 001950 | 001961 | 001970 | 001987 |
| Einwohner | 140    | 147    | 196    | 161    | 188    | 145    | 145    | 182    | 152    | 147    | 129    |
| Häuser    | 36     | 29     |        | 34     | 31     | 32     | 29     | 29     | 29     |        | 35     |
| Quelle    | [ 8 ]  | [ 17 ] | [ 19 ] | [ 11 ] | [ 23 ] | [ 25 ] | [ 27 ] | [ 28 ] | [ 12 ] | [ 29 ] | [ 2 ]  |

## Religion
Thierberg ist römisch-katholisch geprägt und bis heute nach Mariä Himmelfahrt (Scheinfeld) gepfarrt.